# Il carnet del maggiore Thompson
Il carnet del maggiore Thompson (Les Carnets du Major Thompson) è un film del 1955 diretto da Preston Sturges.
Il regista firmò anche la sceneggiatura che si basa sul romanzo omonimo di Pierre Daninos pubblicato nel 1954.

## Trama
Il maggiore Thompson è un ufficiale inglese di mezza età, irascibile e collerico. Rimasto vedovo, è andato in pensione, stabilendosi a Parigi, dove cerca di adeguarsi ai modi di vivere dei francesi. Sarà una seducente francesina, la bella Martine, a conquistarlo. Dopo il matrimonio, la domanda che si pone è quella di come saranno educati i bambini che verranno: come dei veri gentiluomini inglesi o dei francesi dediti al piacere e alla bella vita?

## Produzione
Il film fu prodotto dalla Société Nouvelle des Établissements Gaumont (SNEG).

### Regia
Sturges ebbe come assistenti alla regia Francis Caillaud e Pierre Kast.

## Distribuzione
Distribuito dalla Continental Distributing, il film uscì nelle sale francesi il 9 dicembre 1955, per essere presentato il 23 dicembre in Belgio, dove conservò il titolo originale francese per le zone valloni, mentre per quelle fiamminghe fu ribattezzato De majoor en Marianne.